# Ángel Luis Rodríguez Díaz
Ángel Luis Rodríguez Díaz (Santa Cruz de Tenerife, 26 de abril de 1987) é um futebolista profissional espanhol que atua como atacante.

## Carreira

### Real Madrid
Ángel se profissionalizou no Tenerife, em 2005.

### Getafe
Em 2017, acertou com o Getafe.

## Títulos
- Segunda Divisão Espanhola: 2012–13[1]